# Pueyo de Santa Cruz
Pueyo de Santa Cruz là một đô thị trong tỉnh Huesca, Aragon, Tây Ban Nha. Theo điều tra dân số 2004 (INE), đô thị này có dân số là 330 người.